# Claudio Holenstein
Claudio Holenstein (* 10. September 1990 in Wil SG) ist ein Schweizer Fussballspieler, der seit Sommer 2017 beim SC Brühl St. Gallen in der Promotion League unter Vertrag steht.

## Karriere
Seine Juniorenzeit verbrachte Claudio Holenstein beim FC Wil. Im Sommer 2008 schaffte er den Sprung in die erste Mannschaft des FC Wil in die Challenge League. Er wurde im Sommer 2009 ein Jahr an den damaligen Ligakonkurrenten FC Gossau ausgeliehen. Nach seiner Rückkehr im Sommer 2010 wurde er Stammspieler und absolvierte über 100 Meisterschaftsspiele für den FC Wil bis Ende Saison 2014.
Im Sommer 2014 wechselte er zum FC Luzern in die Super League, wo er einen Vertrag bis Ende Juni 2017 unterschrieb. Er debütierte am 20. Juli 2014 im Heimspiel gegen den FC Sion.
Holenstein wurde im Januar 2015 bis Juni 2015 an den FC Wohlen in die Challenge League ausgeliehen. Am 7. Juli 2015 lieh ihn der FC Luzern für ein weiteres Jahr bis Ende Juni 2016 in die Challenge League an den FC Winterthur aus.
Zur Saison 2016/17 wechselte er zum österreichischen Zweitligisten FC Wacker Innsbruck, wo er einen bis Juni 2017 gültigen Vertrag erhielt.
Im Juli 2017 kehrte er in die Schweiz zurück, wo er sich dem Drittligisten SC Brühl St. Gallen anschloss. Zuletzt war Holenstein Captain beim SC Brühl.